# مهرجان كان السينمائي 2017
مهرجان كان السينمائي 2017 هو النسخة السبعين للمهرجان، أقيم من 17 إلى 28 أيار 2017. في مدينة كان الفرنسية. رئيس لجنة التحكيم هو المخرج الاسباني بيدرو ألمودوبار ومقدم المهرجان هي الممثلة الايطالية مونيكا بيلوتشي. ويتنافس 18 فيلم على جائزة السعفة الذهبية في المسابقة الرسمية.

## المتنافسون
| العنوان                 | العنوان الاصلي               | المخرج            | بلد الانتاج                                               |
| ----------------------- | ---------------------------- | ----------------- | --------------------------------------------------------- |
| الحبيب المزدوج          | L'Amant double               | فرانسوا أوزون     | فرنسا                                                     |
| ذي بيغيلد               | The Beguiled                 | صوفيا كوبولا      | الولايات المتحدة                                          |
| 120 نبضة في الدقيقة     | 120 battements par minute    | روبن كامبيو       | فرنسا                                                     |
| The Day After           | 그 후                        | هونغ سانغ سو      | كوريا الجنوبية                                            |
| A Gentle Creature       | Кроткая                      | سيرجي لوزنيتسا    | فرنسا، أوكرانيا، ألمانيا، لاتفيا، ليتوانيا، هولندا، روسيا |
| الوقت المناسب           | Good Time                    | الأخوان صفدي      | الولايات المتحدة                                          |
| Happy End               | Happy End                    | مايكل هاينيكي     | فرنسا، ألمانيا، النمسا                                    |
| في التلاشي              | Aus dem Nichts               | فاتح اكين         | ألمانيا                                                   |
| Jupiter's Moon          | Jupiter holdja               | کورنل موندروتسو   | المجر                                                     |
| مقتل الغزال المقدس      | The Killing of a Sacred Deer | يورجوس لانثيموس   | أيرلندا، المملكة المتحدة، الولايات المتحدة                |
| بلا حب                  | Нелюбовь                     | أندري زفياغنسيف   | روسيا                                                     |
| قصص مايرويتز            | The Meyerowitz Stories       | نواه باومباخ      | الولايات المتحدة                                          |
| أوكجا                   | 옥자                         | بونغ جون هو       | كوريا الجنوبية، الولايات المتحدة                          |
| Radiance                | 光                           | نعومي كاواسي      | اليابان                                                   |
| Redoubtable             | Le Redoutable                | ميشيل هازنافيسيوس | فرنسا                                                     |
| Rodin                   | Rodin                        | جاك دويلون        | فرنسا، بلجيكا                                             |
| المربع (فيلم الختام)    | The Square                   | روبين أوستلوند    | السويد، ألمانيا، فرنسا، الدنمارك                          |
| Wonderstruck            | Wonderstruck                 | تود هينز          | الولايات المتحدة                                          |
| أنت لم تكن حقا أبدا هنا | You Were Never Really Here   | لين رامزي         | المملكة المتحدة، الولايات المتحدة، فرنسا                  |

## الفائزون
| الجائزة              | الفائز                                               |
| -------------------- | ---------------------------------------------------- |
| السعفة الذهبية       | المربع للمخرج السويدي روبين أوستلوند.                |
| الجائزة الكبرى       | 120 نبضة في الدقيقة للمخرج الفرنسي روبن كامبيو       |
| جائزة أفضل إخراج     | صوفيا كوبولا                                         |
| جائزة لجنة التحكيم   | بلا حب للمخرج الروسي أندري زفياغنسيف                 |
| جائزة أفضل سيناريو   | يورجوس لانثيموس وإفثيمس فيليبو ولين رامزي (بالتساوي) |
| جائزة أفضل ممثلة     | ديان كروغر                                           |
| جائزة أفضل ممثل      | خواكين فينيكس                                        |
| جائزة الذكرى السبعين | نيكول كيدمان                                         |